# Die Ernennung
Die Ernennung (russisch Новое назначение / Nowoje nasnatschenije) ist der letzte Roman des sowjetischen Schriftstellers Alexander Bek, der 1971 in der Bundesrepublik Deutschland und 1986 – zu Beginn der Perestroika – in der Moskauer Zeitschrift Snamja erschien. Tatjana Bek hatte den Text Anfang der 1960er Jahre zur Publikation vorbereitet.
Als Vorbild für den gelernten Walzwerkingenieur Alexander Leontjewitsch Onissimow, den Helden des Buches, nahm sich der Autor den sowjetischen Staatsmann Iwan Fjodorowitsch Tewossjan russisch Иван Фёдорович Тевосян. Die 1982 verstorbene Witwe des Politikers hatte zu Lebzeiten die Veröffentlichung des Romans in der Sowjetunion verhindert.

## Überblick
Im Februar 1956 wird in Moskau der 1953 gestorbene Stalin auf dem XX. Parteitag entthront. Gegen Ende des Jahres 1956 wird der um 1903 geborene Onissimow als Vorsitzender des Staatlichen Komitees für Metallurgie und Brennstoffe abgesetzt und zum sowjetischen Botschafter im nordeuropäischen Königreich Friedland ernannt.
Diese Chronik, wie Alexander Bek den Roman an mehreren Stellen bezeichnet, gibt Einblicke in Stalins Führungsstil. In Rückblenden erinnert sich das parteilose, 1883 geborene Akademiemitglied Wassili Danilowitsch Tschelyschew, als Spezialist für Hochöfen ehemals einer von Onissimows Stellvertretern, der Jahre des Großen Terrors – also 1937/1938 und danach bis 1943.
Insgeheim brütet der Leser über der Frage: „Wurde Onissimow abgesetzt, weil er ein Stalinist war?“ Dem Leser aus dem 21. Jahrhundert, der das Buch zuklappt, fällt die Antwort leicht: „Ja“. Die zwei Hauptfiguren Tschelyschew und Pjotr Golownja – letzterer ist der Hochofeningenieur und Direktor des Kurako-Stahlwerkes – vermeiden solche Verurteilung.
Tschelyschew, der im Gegensatz zu Onissimow Distanz zu Stalin wahren konnte, umschreibt sein Wirken an der Seite Onissimows während der Stalinzeit in einer Rede anlässlich seiner Ehrung als verdienter Metallurge am 28. Oktober 1957: „Ich bin dankbar dafür, daß ich am Marsch des alten Rußland in ein neues Rußland teilnehmen durfte.“ Tschelyschew fordert am Romanschluss Golownja auf, den sterbenden Onissimow im Sanatorium zu besuchen. Der Leser erfährt nicht, ob Golownja verzeihen kann.
Ironisch nennt der eindeutige Titel Onissimows Entmachtung eine Ernennung – die zur bedeutungslosen Repräsentationsfigur in einem kleinen Königreich fern der Sowjetunion. Der Titel kann aber auch als mehrdeutig genommen werden. Ernannt wurde Onissimow schon viel früher – 1938 zum Volkskommissar für den Panzerbau und 1940 zum Volkskommissar für Walzstahl und Gußerzeugnisse aus Stahl.
Im Roman gibt es zwei Ebenen – die Gegenwart (nach 1953) und die Vergangenheit (Stalinära ab 1925). Folglich ist unten unter Inhalt die jeweilige Ebene am gleichnamigen Tempus erkennbar.

## Inhalt
Leonti, ein Großvater Onissimows, Zimmermann am Wjatka-Ufer, hatte in Charkow bei Anna sein Glück gefunden... Onissimow selbst war als Metallurge seinen Weg gegangen; hatte sich in jungen Jahren in der englischen und deutschen Stahlindustrie die Sporen verdient.
1958 stirbt Onissimow an Lungenkrebs. Das Rauchen hatte er sich erst 1938 angewöhnt. Sosehr Onissimow in dienstliche Angelegenheiten eingespannt ist – für Anrufe alter Genossen, die nach Stalins Tod aus einem der Lager nach Moskau zurückgekehrt sind und bescheidenen Wohnraum erbitten, nimmt sich das treue Parteimitglied stets Zeit. War doch der „Kelch der Repressalien“ um 1938 nur um Haaresbreite an ihm vorübergegangen. Stalin hatte ihn kurz nach Ordshonikidses Tod zum Leiter der Hauptverwaltung Panzerindustrie ernannt. Ein Schriftstück hält Onissimow in Ehren. Darin schenkt ihm Stalin sein Vertrauen.
Seine Frau Jelena Antonowna arbeitet in der „Verwaltung zur Ausbildung von Arbeitsreserven der UdSSR“ an verantwortlicher Stelle. In ihren 35 Jahren Parteimitgliedschaft hat die inzwischen über 50-jährige Frau und Mutter des 14-jährigen Sohnes Andrej noch keine Parteistrafe abbekommen. Jelena geht nicht mit nach Friedland. In Moskau arbeitet sie weiter und erzieht den halbwüchsigen Jungen. Onissimow wird in Friedland mit der verschlüsselten „Nachricht von der Auflösung einiger Industrieministerien“ überrascht. Der neue Botschafter, ein gebrochener Mann, schüttet dem zufällig mit einer sowjetischen Delegation in Friedland weilenden Tschelyschew sein Herz aus, erzählt „von den unbegreiflichen, schrecklichen Verhaftungen der Jahre siebenunddreißig und achtunddreißig“; erzählt von Jelenas Onkel, dem alten Bolschewiken Ufimzew, der keine Gnade mit Leuten kannte, die auch „nur im geringsten an Stalin gezweifelt hatten“. Onissimow ist soweit; er muss seinem Gast alles erzählen – etwa die Antwort auf die Frage, warum Pjotr Golownja ihn so hasst. Tschelyschew hatte an den jungen Pjotr geglaubt und recht behalten.
Die oben genannte tödliche Raucherkrankheit lässt sich nicht mehr übersehen. Jelena fliegt mit einem Mediziner nach Friedland und holt den Gatten nach zehnmonatigem Auslandsaufenthalt heim nach Moskau. Die Frau kann die Entlassung ihres Mannes nicht begreifen. Auf dem Hinflug vermutet die besorgte Jelena dem Arzt gegenüber: „Sicher hat er [Onissimow] einen Fehler gemacht und eine falsche Ansicht geäußert.“

## Zitate
- Alexander Bek schreibt über Onissimow: „Die Devise seines Lebens lautete: Makellosigkeit.“[5] „Nicht umsonst hatte Onissimow von den Metallurgen den Spitznamen der Untersuchungsführer erhalten!“[6] Und: „Der Autor möchte zwar Banalitäten vermeiden, kommt aber... nicht um die Binsenwahrheit herum, daß es Menschen solchen Schlages in der Geschichte noch nicht gegeben hat... Ihre Devise: Befehl ist Befehl!“[7] „Onissimow duldete... keinen Widerspruch. Das war wohl seine größte Schwäche.“[8] „Onissimow verzieh jede Panne, duldete aber keine Unredlichkeit.“[9] „Die Disziplin... gegenüber Stalin, gegenüber jedem seiner Worte und Anweisungen ging ihm über alles.“[10]
- Gegen Ende 1941: „...an jenem denkwürdigen Abend..., als Hitlers Bomber zum erstenmal Moskau anflogen... Flakschüsse krachten. Man hörte Bomben detonieren. Ein naher Einschlag ließ das Gebäude erzittern und die Fensterscheiben klirren.“[11]
- Über den 70-jährigen Stalin schreibt er: „Stalin blieb seiner Gewohnheit treu, beim Zuhören auf und ab zu schreiten... Sein dichtes Haar und auch die Brauen und der herabhängende Schnurrbart waren ergraut. Die sehnigen Hände und das pockennarbige Gesicht zeigten Altersflecken. Seine Gestalt... wirkte jedoch keineswegs kraftlos. Trotz seines kleinen Wuchses und seiner niedrigen Stirn hatte er etwas Majestätisches an sich.“[12]

## Form
Durch den Text scheint gelegentlich gallebitterer Humor. Als zum Beispiel von Lenins Werken auf dem Bücherbord in Onissimows Schlafzimmer die Rede ist, kommen auch Stalins Werke zur Sprache. Letztere Ausgabe bricht mit Band 13 ab. Der Tod hatte dem Verfasser, den der Leser im Text stets leicht an dem Attribut HAUSHERR – in Kapitälchen – erkennt, die Feder aus der Hand genommen.
Der Roman steckt voller Nebengeschichten. Nebendinge gehören nach Ansicht des Autors unbedingt dazu. Er sagt: „Flechten wir diese Geschichte hier ein. Irgendwo müssen wir in unserem Roman sowieso Platz für sie finden.“ Da tritt zum Beispiel der Schriftsteller Pyshow auf. Dieser soll auf Geheiß des HAUSHERRN einen Text über den Erfinder Lesnych schreiben. Lesnych ist ein Lehrer aus Sibirien und Liebling Stalins. Die sowjetischen „Autoritäten in der Elektrometallurgie“ tun im Roman das Verfahren zur Erzschmelze ohne Koks (also Stahlgewinnung lediglich mit in Sibirien reichlich verfügbarer Elektroenergie aus Wasserkraft) dieses Erfinders als „Schnapsidee“ ab. Kurz nach dem Tode Stalins geht es Berija an den Kragen. Bald darauf bereitet eine Metallurgen-Kommission dem Treiben Lesnychs ein Ende. Sein Ofen in Nowosibirsk wird zerstört. Oder die Geschichte von Onissimows Bruder Iwan, der ebenso wie dessen Frau Lisa zugrunde ging; Iwan im Gefängnis und Lisa in einem Lager. Beide wurden nach Stalins Tode rehabilitiert.
Es werden Begebenheiten geschildert, die Onissimow als Feigling erscheinen lassen. Zum Beispiel nach einem Streit zwischen dem HAUSHERRN und Ordshonikidse, dessen Ohrenzeuge Onissimow zufällig wird, will Stalin wissen, wer Recht hat. Onissimow versteht kein Georgisch und schlägt sich trotzdem auf Stalins Seite.

## Verfilmung
- 1989 Канувшее время, Spielfilm von Solomon Abramowitsch Schuster (russisch Соломон Абрамович Шустер)[15]

## Rezeption
- 7. August 1972 im Spiegel: Abgang eines Linientreuen

## Deutschsprachige Ausgaben
- Alexander Bek: Die Ernennung. Roman. Aus dem Russischen von Bernd und Nonna Nielsen-Stokkeby. S. Fischer, Frankfurt am Main 1972. 256 Seiten, ISBN 3-10-005701-5 (deutsche Erstausgabe)
- Alexander Bek: Die Ernennung. Roman. Aus dem Russischen übersetzt von Helga Gutsche. Mit einem Geleitwort von Grigori Baklanow[16]. Volk und Welt, Berlin 1988. 244 Seiten. ISBN 3-353-00299-5 (verwendete Ausgabe)